# Mânio Otacílio Crasso
Mânio Otacílio Crasso (em latim: Manius Otacilius Crassus) foi um político da gente Otacília da República Romana eleito cônsul por duas vezes, em 263 e 246 a.C. com Mânio Valério Máximo Corvino Messala e Marco Fábio Licino respectivamente. Foi o primeiro membro de sua família a chegar ao consulado e provavelmente era irmão de Tito Otacílio Crasso, cônsul em 261 a.C..

## Primeiro consulado (263 a.C.)

Teatro de operações da Primeira Guerra Púnica entre 264 e 262 a.C..
Território siracusano
Território cartaginês
1. Desembarque romano e avanço contra os siracusanos em Messana (264 a.C.).
2. Romanos derrotam um exército aliado siracusano e púnico e avançam até Siracusa.
3. Romanos protegem seu flanco tomando Hadranon e cercando Kentoripa.
3. Catânia se rende.
4. Romanos cercam, sem sucesso, Siracusa. Hierão pede a paz e se alia aos romanos (263 a.C.).
5. Romanos tomam Agrigento (262 a.C).
6. Enna e Halaisa se rendem a Roma.

Foi eleito cônsul pela primeira vez em 263 a.C. com Mânio Valério Máximo Corvino Messala, o segundo ano da Primeira Guerra Púnica. Os dois cônsules marcharam para a Sicília comandando duas legiões cada um. Aparentemente a campanha na Sicília foi comandada por Messala, apesar da coordenação entre os dois, e apenas ele recebeu um triunfo.
Os romanos conquistaram muitas cidades sicilianas e firmaram um tratado de paz com Hierão II de Siracusa que limitava a soberania siracusana à região sudeste da Sicília.

## Segundo consulado (246 a.C.)

Teatro de operações da Primeira Guerra Púnica entre 248 e 241 a.C..
Território siracusano
Território cartaginês
Territórios romanos
1. Amílcar Barca apóia Drépano, que esta sitiada, e saqueia a costa italiana.
2. Amílcar desembarca em monte Ercte.
3. Amílcar muda sua base de monte Ercte para Érice (Eryx).
4. Vitória naval romana nas ilhas Égadas e queda de Drépano. Cartago pede a paz (241 a.C.).

Foi eleito novamente em 246 a.C., o décimo-nono ano da Primeira Guerra Púnica, desta vez com Marco Fábio Licino. Os dois continuaram as operações militares contra os cartagineses liderados por Amílcar. Apesar disto, não há relatos de batalhas importantes neste período, assim como já havia ocorrido no ano anterior e ocorreria novamente no ano seguinte.
Com os dois cônsules empenhados na campanha na Sicília, foi necessário nomear Tibério Coruncânio como ditador comitiorum habendorum causa para realizar as eleições consulares.